# برزوواتس (آرانجلوواتس)
برزوواتس (به صربی: Brezovac) یک روستا در صربستان است که در آرانجلوواس واقع شده‌است. برزوواتس ۶۸۸ نفر جمعیت دارد.